# USS Saratoga (1842)
El USS Saratoga, fue una balandra de guerra, y el tercer buque de la Armada de los Estados Unidos en recibir dicho nombre en memoria de la batalla de Saratoga de la guerra de Independencia de los Estados Unidos.  Su quilla fue puesta en grada en el verano de 1841 en el astillero de Portsmouth. Fue botado el 26 de julio de 1842 y entró en servicio el 4 de enero de 1843 bajo el mando del comandante Josiah Tattnall.

## Historial de servicio

### Expedición a costa de Marfil
El buque, zarpó desde Portsmouth, Nuevo Hampshire, el 16 de marzo de 1843, pero fue desarbolado por una tormenta al día siguiente, por lo que se vio forzado a retornar a Portsmouth para efectuar reparaciones. Volvió a zarpar el 3 de mayo con rumbo al Puerto de Nueva York para preparar su participación en la expedición a Costa de Marfil. En la mañana del 5 de junio, fue remolcado hasta Sandy Hook, Nueva Jersey, donde al mediodía el comodoro Matthew Perry subió a bordo para enarbolar su pabellón como comandante de la escuadra africana. A media tarde, el buque estaba en el mar con rumbo a las islas Canarias, e islas de Cabo Verde, para llegar a Monrovia, Liberia, el 1 de agosto. El Saratoga operó a lo largo de la costa occidental de África dando protección al comercio, a los intereses de ciudadanos estadounidenses, y luchando contra el contrabando de esclavos. Ocasionalmente, retornó a Cabo Verde para reabastecerse y proporcionar descanso a su tripulación. En Porto Grande, Cabo Verde, el Saratoga se encontró con el Decatur y el Macedonian el 9 de septiembre, y Perry cambió su pabellón al último dos días después. Gran parte del servicio del Saratoga en la escuadra de África, fue debida a la política de apoyo de Perry a Liberia, la cual había sido fundada dos décadas antes en la  "Grain Coast" africana por esclavos liberados de los Estados Unidos. La nueva colonia estaba profundamente resentida contra las tribus ribereñas locales, que habían actuado como intermediarios. Tras perder sus anteriores ganancias en el ahora prohibido tráfico del llamado “marfil negro”, estos nativos comenzaron a amenazar y atacar a los nuevos colonos provenientes de Estados Unidos y en ocasiones, también atacaban a los buques mercantes estadounidenses.
Uno de los problemas de Perry, fue hacer compatibles la protección de los intereses estadounidenses en África, con la protección de los colonos de Liberia. La prudencia, firmeza, justicia y tacto del comodoro quedaron ilustrados en dos incidentes poco después de la llegada de la escuadra a Liberia a comienzos de otoño. Los informes recibidos a su llegada, indicaban que tribus hostiles habían causado problemas a los colonos en Sinoe, y que habían matado a dos tripulantes de la goleta estadounidense Edward Burley.
El Saratoga zarpó de Monrovia el 21 de noviembre, y Perry le siguió dos días después con el resto de la escuadra llevando invitado a bordo al gobernador de Liberia Joseph Jenkins Roberts. Los buques estadounidenses, llegaron a Sinoe el 28 de noviembre. Al día siguiente, una gran fuerza de marineros e infantes de marina acompañó al Comodoro y al gobernador a tierra para una conferencia con la asamblea de reyes tribales. El primer lugar del orden del día fue para el incidente de la goleta  Edward Burley. Tras el interrogatorio de varios testigos el gobernador Roberts divulgó la siguiente historia:
Después de que el capitán Burke, al mando de la corbeta Edward Burley hubiera pagado por anticipado a personas de la etnia Krumen para servir como parte de la tripulación, los nativos desertaron. Burke tomó represalias capturando dos canoas y tomando como prisioneros a sus tripulantes. Posteriormente, envió a dos de sus hombres tras una tercera canoa, pero estos hombres fueron capturados. Tras ser cruelmente torturados, fueron los dos estadounidenses fueron asesinados. Una vez que verificó todos los datos, Perry declare que mientras que los homicidios de los estadounidenses eran no tenían justificación, los estadounidenses habían sido los agresores. Perry declare entonces que el gobierno de los Estados Unidos, deseaba mantener las relaciones de amistad con todas las tribus de África, pero que se le había enviado a aquel lugar a proteger las vidas y propiedades de los estadounidenses y evitar que estos, maltrataran a los nativos africanos. Posteriormente, dejó caer en el olvido el incidente, aunque se mantuvo en la zona, mientras que los colonos liberianos, con la ayuda de tribus aliadas, reconducían la situación en el interior del país.
A mediados de diciembre, la escuadra navegó hasta Little Berebee para investigar el saqueo de la goleta mercante Mary Carver, y el asesinato de su tripulación. Durante la discusión Perry se negó a aceptar la inverosímil explicación del rey Ben Krako, un nativo, disparó un mosquete durante la fiesta de los estadounidenses. El Rey y su intérprete, que se sabía que era uno de los asesinos, intentaron escapar. El comandante Tattnall del Saratoga mató al intérprete con un disparo de rifle. El Rey también corrió la misma suerte mientras intentaba huir.
Tras la demostración de la determinación de los Estados Unidos de controlar los eventos en la costa de África, la escuadra zarpó a finales de año con rumbo a Madeira a donde arribó el 18 de enero de 1844. Retornó a la costa de África pasando por Cabo Verde, y arribó a Monrovia el 2 de marzo. Al final de la primavera, navegó hasta el golfo de Biafra. La tripulación, sufrió un brote severo de fiebre amarilla durante el verano. El buque, puso rumbo a Cabo Verde el 8 de julio, a donde arribó el 21 de julio. Retornó a Liberia en septiembre para una última visita antes de dejar las aguas africanas a mediados de octubre para poner rumbo a casa. Arribó a  Norfolk, Virginia, el 22 de noviembre y fue puesto en reserva el 10 de diciembre de 1844.

### Guerra mexicano estadounidense
Fue devuelto al servicio activo el 15 de marzo de 1845 bajo el mando del comandante Irving Shubrich, y fue asignado a la escuadra bajo el mando del Comodoro Robert F. Stockton, con la misión de navegar por aguas europeas. Sin embargo, el 22 de abril, debido a las tensiones entre los Estados Unidos y México sobre la independencia y anexión de Texas, se ordenó a esta fuerza naval dirigirse al golfo de México. El Saratoga zarpó de Norfolk el 27 de abril y se dirigió a la costa de Texas. Permaneció en Galveston, Texas, con Stockton durante el resto de la primavera. El Comodoro, zarpó con destino a Washington el 23 junio, tras ordenar al Saratoga y al resto de su escuadra que se dirigieran a Pensacola, Florida, para reabastecerse.
El 3 de julio el secretario de la Armada George Bancroft lo transfirió a la escuadra al mando de David Conner estaba actuando "... de tal manera que se discipline a México por sus actos de hostilidad ...". El  Saratoga operó en el Golfo para intentar ayudar a Conner a llevar a cabo su misión partiendo de Pensacola el 4 de diciembre con rumbo a Río de Janeiro para unirse al Brazil Squadron.
Navegó a lo largo de la costa de Sudamérica hasta mediados de verano. Posteriormente, recibió órdenes de dirigirse al Pacífico bajo el mando del comodoro John D. Sloat en la costa de California, hacia donde puso rumbo el 24 de agosto. Sin embargo, tras doblar el cabo de Hornos, se encontró con una gran tormenta que le causó graves daños, y le obligó a emprender el camino de retorno. Arribó a Hampton Roads el 29 de diciembre y fue puesta fuera de servicio el 9 de enero de 1847.
A comienzos de 1847, fue reparada en el astillero naval de Norfolk donde fue devuelta al servicio activo bajo el mando de  David G. Farragut asignada a la Home Squadron, bordeó el  cabo Henry el 29 de marzo, y navegó con rumbo sur a lo largo de la costa, para entrar en el golfo de México, donde el 26 de abril se unió a la Home Squadron  bajo el mando del comodoro Perry cerca de Veracruz. Tres días después, se le ordenó dirigirse a unas 150 millas para bloquear la costa en Tuxpan. Llegó a esta estación naval el 30 de abril, y permaneció en ella hasta su regreso a Veracruz el 12 de julio. Un par de semanas más tarde, puso rumbo a Tabasco, para transportar despachos, y permaneció en dicho puerto fluvial hasta su retorno a Veracruz el 11 de agosto. El 1 de septiembre, el  Saratoga fue relevado en Decatur, Tuxpan y permaneció durante dos meses en la estación naval de la debido a la grave epidemia de fiebre amarilla declarada a bordo, antes de retornar dos meses después a Veracruz. Tras un mes en la zona, puso rumbo al norte, para atender a sus enfermos y reponer sus suministros. Arribó a Pensacola el 6 de enero de 1848; y tras desembarcar a los pacientes más graves en el hospital de la base, puso rumbo al norte el último día de ese mismo mes. Arribó a Nueva York el 19 de febrero y fue puesto en reserve una semana más tarde.
El 17 de abril, una semana después de ser devuelto al servicio activo, partió de Nueva York con rumbo a Norfolk, Virginia. Retornó a Hampton Roads el 27 de noviembre de 1849 y pasó a la reserva en el astillero naval de Norfolk el 30 de noviembre.

### Apertura de Japón

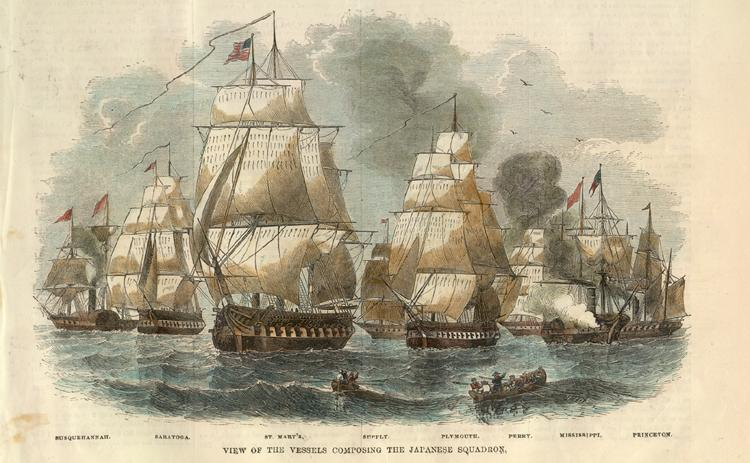
Segunda expedición del comodoro Matthew C Perry a Japón, el USS Saratoga es el Segundo por la izquierda.

Fue devuelto al servicio activo el 12 de agosto de 1850. El Saratoga partió el 15 de septiembre y se dirigió al Pacífico oriental, para incorporarse a la escuadra de las indias orientales. El punto culminante de su periodo de servicio en lejano oriente, fue su participación en la apertura de Japón por parte del comodoro Perry. Después de visitar Japón con la escuadra de Perry en julio de 1853, navegó hasta la costa de China para proteger intereses estadounidenses en Shanghái mientras los funcionarios japoneses discutían las propuestas de Perry. Retornó a Japón en febrero de 1854, y tras la firma formal del tratado entre los Estados Unidos y Japón a finales de mayo, navegó hasta las islas Sándwich, transportando al comandante Henry A. Adams, al que Perry había confiado la copia del tratado. Tras dejar a Adams en Honolulu, El Saratoga puso rumbo sur, bordeando el cabo de Hornos, para arribar a Boston,  Massachusetts en septiembre y fue dada de baja el 10 de octubre de 1854.

### Guerra de Reforma
Fue devuelta al servicio activo el 6 de septiembre de 1855 y excepto por un periodo fuera de servicio Norfolk a comienzos de 1858, navegó por el mar Caribe y el Golfo de México hasta que fue puesto en reserva en Filadelfia, Pensilvania el 26 de junio de 1860. Participó en 1860 en la batalla naval de Antón Lizardo, Veracruz. El Saratoga y dos buques de vapor alquilados, derrotaron a los buques mexicanos, y cerraron la Guerra de Reforma.

### Patrulla contra el tráfico de esclavos desde África
Fue reactivado el 5 de noviembre de 1860 y navegó desde Filadelfia durante diez días, para retornar al escenario de su primera navegación, la costa oeste de África. El 21 de abril de 1861, capturó al buque esclavista, Nightingale, cerca de Cabinda un buque mercante que transportaba numerosos esclavos a bordo. Tras el inicio de la guerra civil estadounidense, retornó a los Estados Unidos y fue puesto en reserva el 25 de agosto de 1861.

### Guerra de Secesión
Fue devuelto al servicio activo el 24 de junio de 1863, y se le ordenó dirigirse a los cabos de Delaware Capes para realizar tareas de guardacostas en Delaware, protegiendo a los buques de la Unión que zarpaban o arribaban a la bahía de Delaware, labores en las que permaneció hasta finales de dicho año. El 13 de enero de 1864, se le ordenó dirigirse a aguas de Carolina para participar en el bloqueo realizado por la escuadra del Atlántico sur. Durante este periodo, participó en desembarcos, y realizó varios ataques en agosto y septiembre, en los que capture prisioneros y tomó o destruyó cantidades substanciales de municiones, pertrechos y suministros. También participó en la destrucción de puentes, edificios y Salinas durante las expediciones.
Cuando la Guerra civil estaba próxima a finalizar, el Saratoga fue enviado al norte el 4 de abril de 1865,  y fue puesto en reserva el 28 de abril. Durante la siguiente década, solo permaneció en active durante dos periodos para operaciones costeras, desde el 1 de octubre de 1867 al 7 de julio de 1869 y del 16 de mayo al 14 de octubre de 1871. 

### Buque escuela
El Saratoga fue reactivado el 1 de mayo de 1875 por un año para servir como cañonero en Annapolis, Maryland. Permaneció otro año en reserva, desde el 7 de mayo de 1876, antes de su último periodo en activo, que comenzó el 19 de mayo de 1877 para permanecer más de once años como buque escuela , para el entrenamiento de aprendices navales. En el desempeño de esta tarea, tocó puertos a lo largo de varias bases navales a lo largo de la costa atlántica y en ocasiones de Europa. Durante este periodo, tres miembros de su tripulación, fueron galardonados con la medalla de honor, por rescatar compañeros y evitar que se ahogaran: los aprendices David M. Buchanan y John Hayden el 15 de julio de 1879 y el capitán William Sadler, el 25 de junio de 1881. El Saratoga fue dado de baja el 8 de octubre de 1888.
El buque, fue alquilado al estado de Pensilvania entre 1890 y 1907, para servir como buque escuela del estado hasta que fue vendido el 14 de agosto de 1907 a Thomas Butler & Company de Boston.